# Louis VI le Gros
Pour les articles homonymes, voir Louis VI.
Cet article possède un paronyme, voir Louis Gros.
Louis VI, dit « le Gros », « l’Éveillé (non dormiens) » ou « le Batailleur », né le 1er décembre 1081 à Paris et mort le 1er août 1137 au château royal de Béthisy-Saint-Pierre, est roi des Francs du 30 juillet 1108 au 1er août 1137. Il est le cinquième roi de la dynastie dite des Capétiens directs.

## Parents et fratrie
Il est le fils de Philippe Ier (1052-1108), roi des Francs, et de sa première épouse Berthe de Hollande.
Après avoir répudié Berthe en 1092 et malgré les protestations du clergé, son père se remarie la même année avec Bertrade de Montfort, comtesse d'Anjou. De cette deuxième union naissent quatre enfants, dont deux fils.

## Biographie

### Enfance
Louis, jeune prince issu du premier mariage de son père, est élevé avec Suger, futur abbé de Saint-Denis, qui devient son ami proche, puis son conseiller.

### Au service de son père
En 1092, son père l'investit du comté de Vexin et des villes de Mantes et de Pontoise. Il vit éloigné de la cour, sa mère ayant été répudiée et son père remarié à Bertrade de Montfort.
En 1097, à la tête de l'armée royale, il prend part à la guerre, défendant le Vexin contre Guillaume le Roux, roi d'Angleterre.
Après avoir été adoubé chevalier le 24 mai 1098 à Abbeville, par Guy Ier de Ponthieu, comte de Ponthieu (son cousin issu de germain au 1er degré), Louis est associé au trône puis combat le duc de Normandie et les sires châtelains du domaine royal qui se montrent souvent rebelles à l'autorité royale.
Enfin son père, devenu impotent, incapable de gouverner et de combattre, se réconcilie avec lui. Dans le courant de l'année 1101 ou 1103, il lui confie le gouvernement effectif du royaume en qualité de « rex designatus » (roi désigné) ; entre 1101 et 1105 il l'investit aussi du comté de Vermandois.

### Roi de France

#### Accession au trône

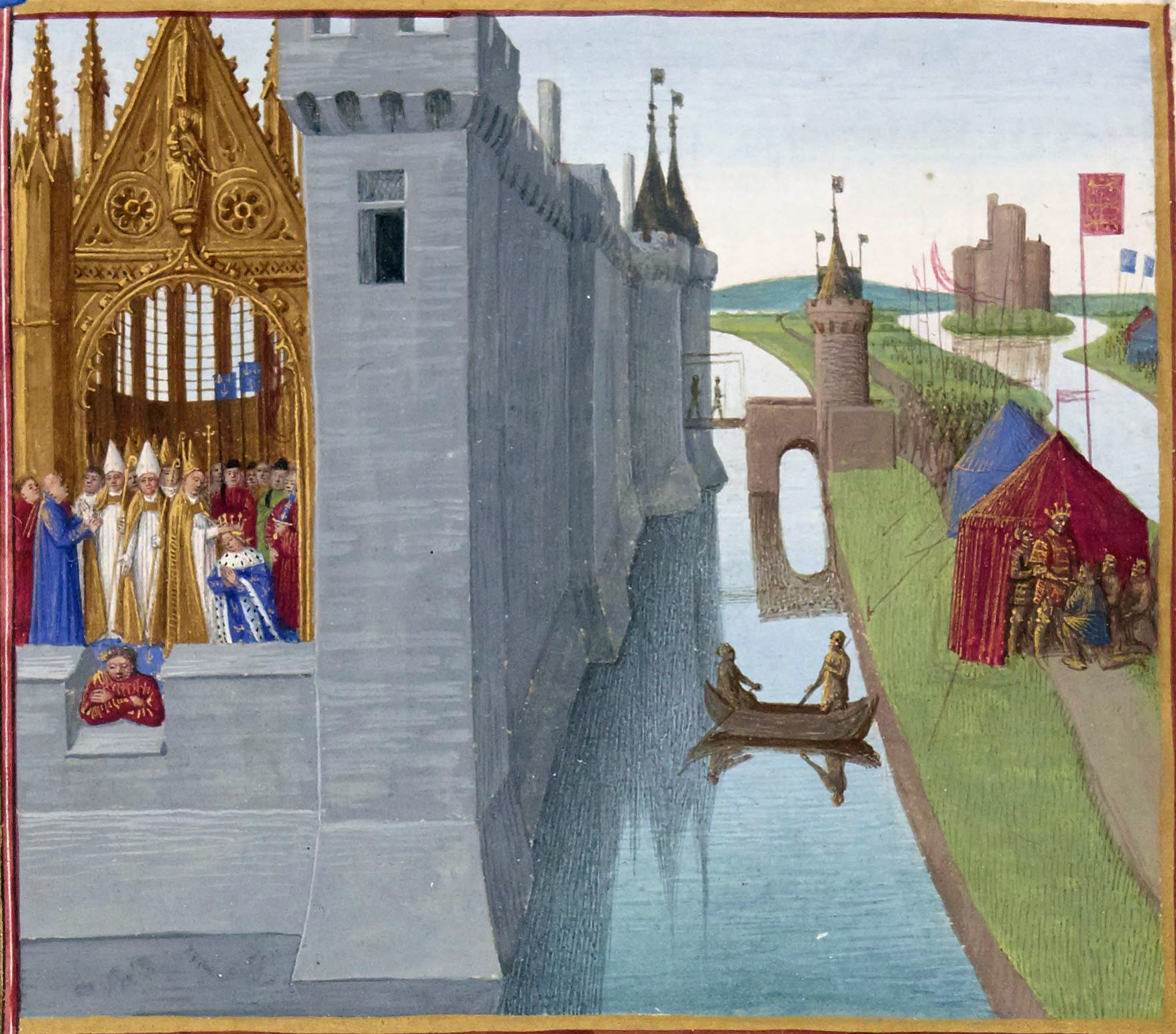
Le couronnement de Louis VI à Orléans. Grandes Chroniques de France enluminées par Jean Fouquet, vers 1455-1460. Paris, BnF, Département des Manuscrits, ms. Français 6465, (Livre de Louis VI le Gros).

Le 29 juillet 1108, son père, Philippe Ier, meurt à Melun et, suivant sa dernière volonté, est inhumé en l'église abbatiale de Saint-Benoît-sur-Loire. L'inhumation terminée, Louis, se doutant que son demi-frère, Philippe de Montlhéry, souhaite l'empêcher d'accéder à Reims, se hâte de rejoindre Orléans située à quelques kilomètres de Saint-Benoît-sur-Loire afin de se faire sacrer au plus vite. Une raison supplémentaire pour ne pas se rendre à Reims était que l'archevêque de Reims d'alors, Raoul le Vert, avait été soutenu par le pape Pascal II mais n'avait pas été reconnu par son père, qui lui préférait Gervais de Rethel.
Le sacre a lieu le 3 août 1108 dans la cathédrale Sainte-Croix d'Orléans, il reçoit « l’onction très sainte » de la main de Daimbert, l’archevêque de Sens. Raoul le Vert envoya des messagers pour contester la validité du sacre, mais il était trop tard.

#### Règne
Louis VI encourage les mouvements communaux, associations professionnelles sociales ou religieuses. Dès 1110, il octroie aux habitants des villes divers avantages fiscaux et le droit de s'administrer sous la direction d'un maire. Il lutte pendant plus de trente ans (1101-1135) contre le brigandage perpétré par certains seigneurs du nord du domaine royal, tels que Hugues du Puiset (1118), les seigneurs de Montmorency et de Beaumont (1101-1102) et Ebles II de Roucy. Il intervient aussi au sud de la Seine contre Gui le Rouge et son fils Hugues de Crécy de la famille de Montlhéry assurant aux capétiens la liberté de circuler entre Paris, Orléans et Melun.

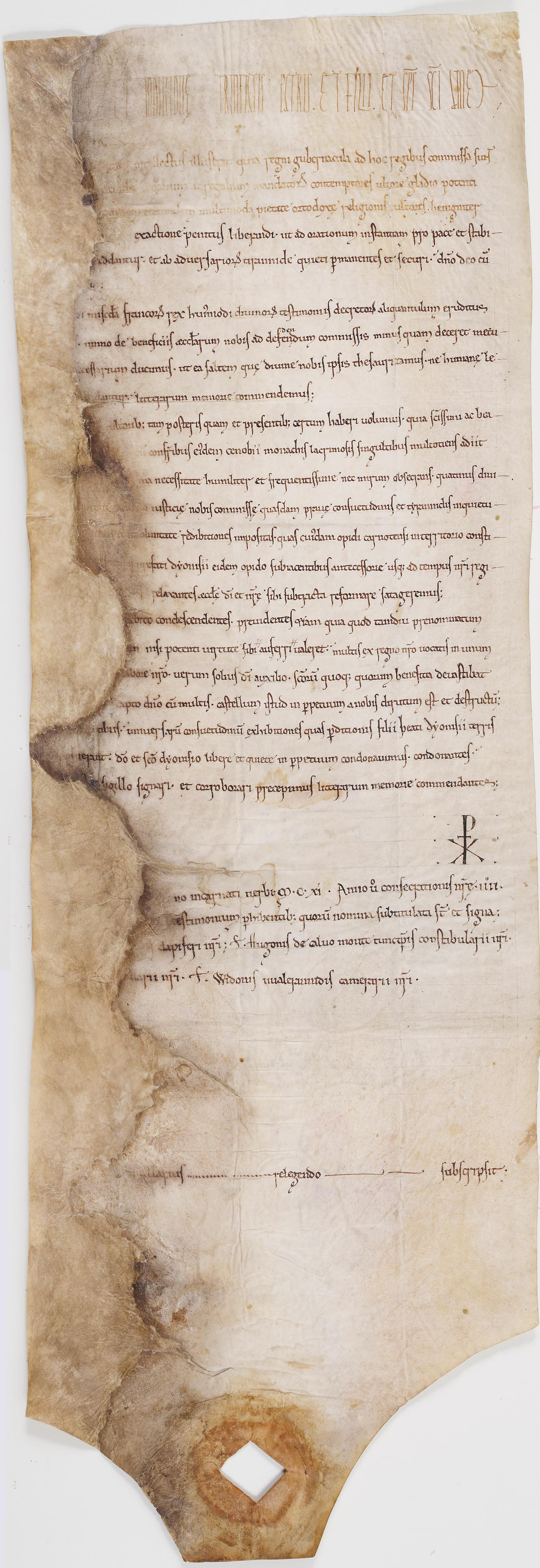
Diplôme en latin de 1111 par lequel le roi Louis VI, après avoir fait prisonnier le seigneur du Puiset, fait raser son château et abolit les coutumes établies par ce seigneur sur les terres de l’abbaye de Saint-Denis. Archives nationales.

En 1108, il se rend à Saint-Julien-du-Sault et à l'abbaye des Écharlis près de Villefranche afin d'y prendre les eaux minérales de la source et fait de nombreuses donations à l'abbaye. Toujours en 1108,, il intervient à Germigny-l'Exempt, fief situé en dehors du domaine royal, à la limite de la vicomté de Bourges acquise par son père en 1101, contre Aymon II Vaire-Vache seigneur de Bourbon qui avait spolié son neveu Archambaud VI le Pupille.
Selon Orderic Vital, en mars 1113 lors de l'entrevue de l'Ormeteau-Ferré entre Louis VI le Gros et Henri Ier Beauclerc, le roi de France concède à son homologue « toute la Bretagne » c'est-à-dire la vassalité directe de la Bretagne. Alain Fergent princeps des Bretons devient « l'homme lige du roi des Anglais ». Conan le fils d'Alain Fergent est alors fiancé avec Mathilde une des filles illégitimes d'Henri Ier. Précisons qu'Orderic Vital est dans la mouvance du Roi d'Angleterre, ce qui rend son témoignage improbable. En effet, en 1124, face à la menace de l'Empereur germanique Henri V, Conan III de Bretagne répondra à l'appel à l'ost de Louis VI le batailleur.
Le dimanche des Rameaux 1115, il est présent à Amiens, pour soutenir l'évêque et les habitants de cette ville dans leur conflit contre Thomas de Marle, lequel est intervenu militairement à la demande de son père Enguerrand de Boves, comte d'Amiens et seigneur de Coucy. Ce dernier refuse de reconnaître l'octroi d'une charte accordant des privilèges aux habitants de la commune. Arrivé avec une armée pour aider les bourgeois à faire le siège du Castillon (forteresse dominant la ville d'Amiens, à partir de laquelle le père et le fils partaient en « expéditions punitives »), Louis VI reçoit une flèche dans son haubert, puis part sans vaincre les assiégés réfugiés dans la tour réputée imprenable qui ne tombe que deux années plus tard.

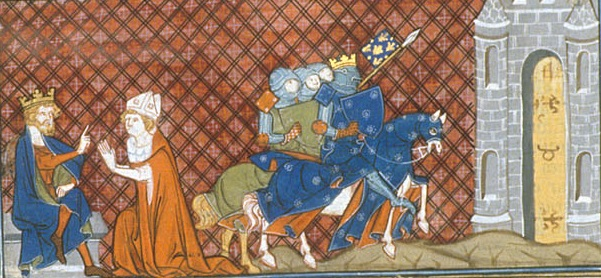
Siège de Clermont par les troupes françaises de Louis VI, ce dernier reçoit l'hommage de l'évêque Aimeric. Chroniques de Saint-Denis, British Library.

Le 20 août 1119, se déroule la bataille de Brémule entre les rois d'Angleterre, Henri Ier Beauclerc, et de France, Louis VI. Résultat d'une rencontre fortuite, la bataille se termine par une défaite du Roi de France. Louis VI est contraint de fuir, se réfugiant aux Andelys.
Louis VI intervient ensuite en Auvergne en 1122 pour soutenir Aimeric, évêque de Clermont, contre le comte Guillaume VI d'Auvergne. L'armée du roi et de ses vassaux prend Pont-du-Château sur l'Allier et oblige l'armée du comte à abandonner la cité épiscopale. Le roi doit revenir en 1126 et incendie Montferrand malgré l'intervention de Guillaume IX d'Aquitaine. Cette manifestation de l'autorité royale aussi loin dans le sud du royaume a un grand retentissement.

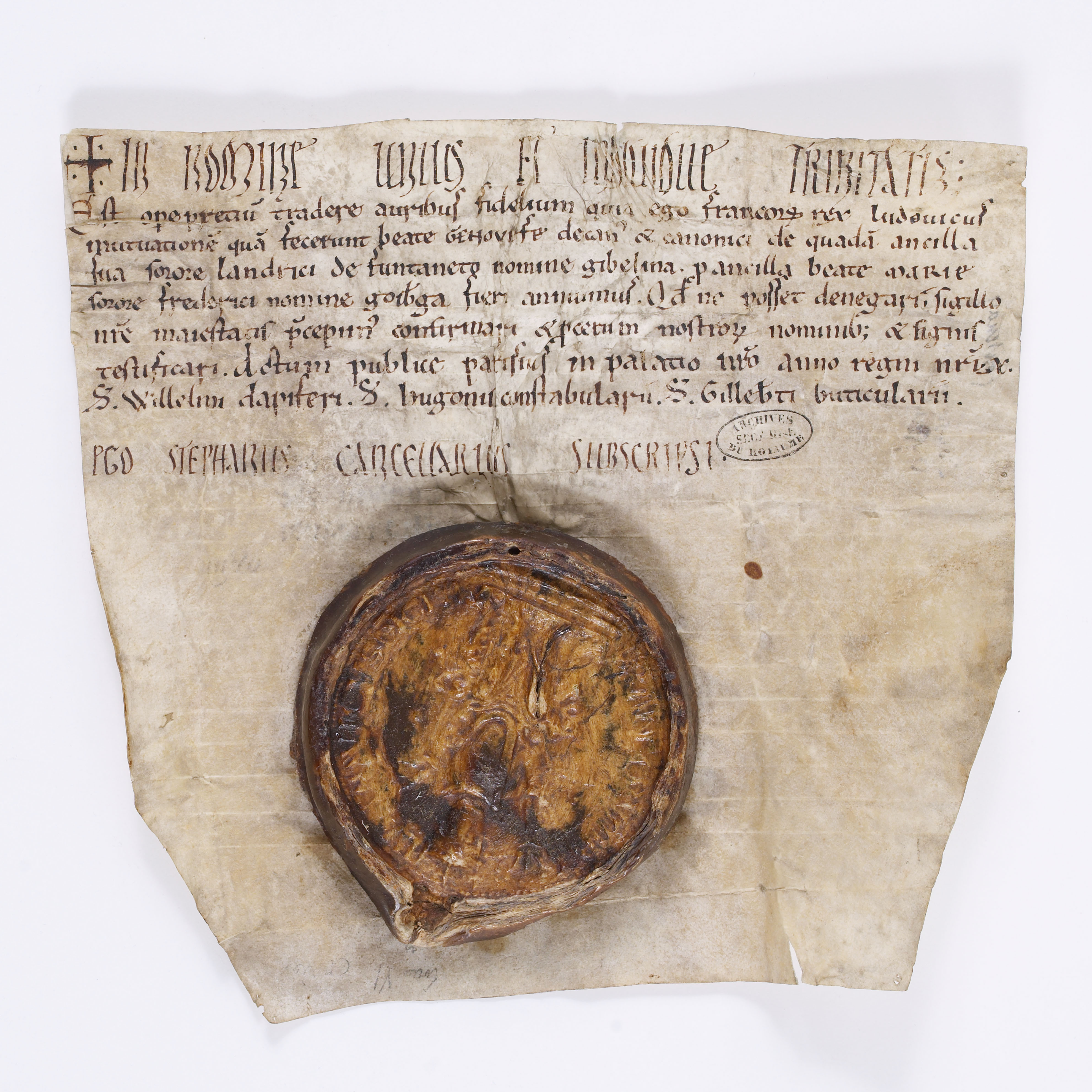
Le roi Louis VI le Gros confirme un échange de deux serves entre le chapitre cathédral de Notre-Dame de Paris et les chanoines de l'abbaye de Sainte-Geneviève. Archives nationales.

C'est dans ce contexte qu'en août 1124, l’empereur germanique Henri V du Saint-Empire voulant aider son beau-père Henri Ier d'Angleterre dans le conflit qui l'oppose à Louis VI pour la succession dans le duché de Normandie, envahit la France et avance avec une puissante armée jusqu'à Reims. Face à la menace germanique et pour la première fois en France, Louis VI fait appel à l’ost. Ses vassaux se rendent à sa convocation : son cousin, le comte de Vermandois Raoul « le Borgne », le duc Hugues II de Bourgogne, le duc Guillaume IX d'Aquitaine, le comte Charles Ier de Flandre, le duc Conan III de Bretagne, le comte Foulque V d'Anjou, le comte de Champagne Hugues de Troyes, le comte Guillaume II de Nevers et le comte de Blois, Thibaut IV. Après avoir été chercher l'oriflamme à Saint-Denis, Louis VI se retrouve à la tête d’une immense armée mais l’affrontement, que tout le monde pensait pourtant inévitable, ne se fait pas. Henri V, certainement impressionné par une telle mobilisation et prétextant des troubles dans sa capitale de Worms, se retire sur Metz le 14 août sans combattre.
L'assassinat du comte Charles Ier de Flandre en 1127 donne encore au roi l'occasion d'intervenir dans ce grand fief. Appelé pour punir les meurtriers, il organise l'élection d'un nouveau comte à Arras. Après avoir écarté plusieurs prétendants, il impose Guillaume Cliton, le fils de Robert Courte-Heuse, qui résidait à sa cour et à qui il avait fait épouser la sœur de la reine Adelaïde. L'élection est confirmée par les bourgeois de Gand, Bruges, Lille, Saint-Omer, qui profitent toutefois des circonstances pour obtenir des franchises. En 1129, après la mort de Guillaume Cliton dans un combat contre ses vassaux révoltés, il intervient encore et intronise son concurrent Thierry d'Alsace comme comte de Flandre.
À partir de 1131, il ne peut plus monter à cheval. Il souffre d'insomnies chroniques, de diarrhées, d’œdèmes et de problèmes hépatiques peut-être consécutifs au poison de sa belle mère, Bertrade de Montfort.[réf. souhaitée]

#### Succession
La succession était destinée à son fils Philippe, couronné roi associé le 14 avril 1129, mais la mort accidentelle de ce dernier en 1131 amène le cadet, Louis le Jeune, destiné à une carrière ecclésiastique et non éduqué à la fonction royale, à devenir l'héritier. Il est donc couronné roi associé à son tour le 25 octobre 1131 et à partir de 1135 Louis VI règne désormais sans gouverner.
En mai 1137, la paix est conclue avec Étienne de Blois, roi d'Angleterre, et le roi reçoit l'hommage d'Eustache fils de ce dernier, pour la Normandie. Louis VI avait noué des rapports amicaux avec Guillaume X d'Aquitaine, duc d'Aquitaine ; celui-ci avant de mourir, donne sa fille et héritière Aliénor au fils aîné du roi et lui confie sa terre, recevant ses envoyés début juin 1137, permettant par là à la dynastie capétienne de reprendre de l'influence dans la France méridionale, par le contrôle de cet immense fief.

#### Mort

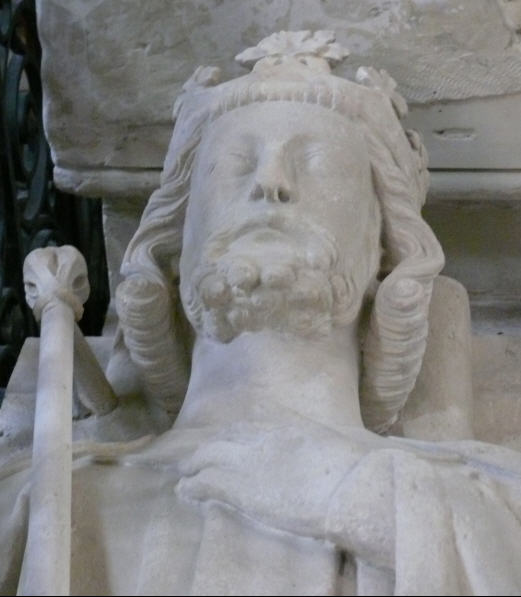
Gisant de Louis VI, basilique de Saint-Denis.

Alors qu'il rentre d'une expédition punitive contre le seigneur pillard de Saint-Brisson-sur-Loire, près de Gien, Louis le Gros tombe soudainement malade au château de Béthisy-Saint-Pierre situé dans la vallée de l'Automne, en forêt de Compiègne, entre Senlis et Compiègne. Louis VI, qui est devenu semi-impotent à l'approche de la cinquantaine et a dû renoncer aux plaisirs de la guerre et de la table, meurt le 1er août 1137 des suites d'une dysenterie, fréquente lorsque les conditions sanitaires sont insuffisantes, en particulier lorsque les aliments et l'eau ne sont pas propres. Il est inhumé en l'église de l'abbaye royale de Saint-Denis. Son fils Louis, âgé de 17 ans et couronné depuis six ans, lui succède sans contestation.
Un moyen-relief en pierre calcaire représentant un roi en pied, en position repliée, portant la maquette d'une église qu'il offre à saint Vincent se trouve sur un autel liturgique roman, dans la petite église d'Avenas, commune du Haut-Beaujolais située dans le département du Rhône. Exécuté entre 1118 et 1124 par le « Maître d'Avenas », dont le nom est resté inconnu à ce jour, ce bas-relief montre un roi, couronné, déjà bedonnant. Une inscription latine, sur la même pierre, le qualifie de « REX LVDOVICVS PIVS » (Roi, Louis le Pieux). Certains disent que ce roi serait Louis VI, d'autres disent qu'il correspond plutôt à Louis le Pieux ou encore à Louis VII de France,,.

### Surnoms

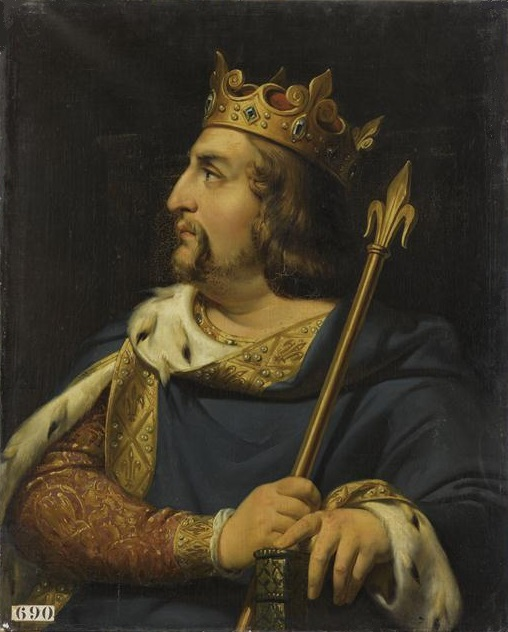
Louis VI par Merry-Joseph Blondel (vers 1837).

Le roi eut divers surnoms de son vivant. Le plus fréquent est celui de « gros » (Grossus), ainsi que ceux de « gras » (Crassus) et « obèse » (Pinguis). Son obésité est due à celle héritée de ses parents et à l'alimentation excessive qui caractérise les guerriers chasseurs. Les autres surnoms utilisés furent ceux d'« éveillé » (Non dormiens), en raison de ses insomnies, de « batailleur », en raison de ses incessantes campagnes guerrières, ou de « Thibaud », probablement en hommage à Thibaud III de Blois,.

## Généalogie

### Unions et descendance
En 1104, Louis VI est fiancé à Lucienne de Rochefort, fille de Gui Ier de Rochefort (mort en 1108), comte de Rochefort. Henri d'Arbois de Jubainville, célèbre archiviste paléographe, dit dans son livre que le mariage n'était pas encore consommé qu'il fut cassé par le pape lors du concile de Troyes le 23 mai 1107. La femme « délaissée » se remaria d'ailleurs aussitôt avec Guichard III de Beaujeu.

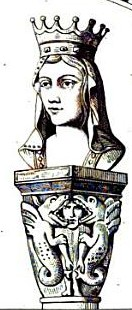
Adèlaïde de Savoie.

Vraisemblablement entre le 25 et le 30 mars 1115, Louis VI épouse à Paris, Adélaïde de Savoie (v. 1100-1154), fille d'Humbert II de Savoie (mort en 1103), comte de Maurienne, et de Gisèle de Bourgogne (v. 1070-apr. 1133), fille de Guillaume Ier de Bourgogne, surnommé « le Grand » ou « Tête Hardie ». De cette seconde union sont issus sept fils et deux filles :
1. Philippe (1116 - † 1131) (à ne pas confondre avec son frère cadet du même nom) ;
2. Louis VII « le Jeune » (1120 - † 1180), roi de France ;
3. Henri (vers 1122 - † 1175), évêque de Beauvais (vers 1149-1161) puis archevêque-duc de Reims (1162-1175) ;
4. Hugues (vers 1122, mort jeune) ;
5. Robert Ier de Dreux (vers 1125 - † 1188), dit « Robert le Grand », comte de Dreux (1152-1184), comte du Perche ;
6. Pierre Ier de Courtenay (vers 1126 - † entre 1180 et 1183), marié vers 1152 avec Élisabeth de Courtenay (vers 1135 - † après 1205), dame de Courtenay ;
7. Constance de France (vers 1128 - † 1176), épouse (1) en 1140 Eustache IV de Boulogne dit « Eustache de Blois », comte de Boulogne - sans postérité connue ; épouse (2) en 1154 Raymond V de Toulouse (1134 - † 1194), comte de Toulouse ;
8. Philippe (vers 1132/1133 - † 1161)[33], à ne pas confondre avec son frère aîné du même nom, mort des suites d'une chute de cheval. Sans alliance ni postérité. Nommé évêque de Paris, il refusa le poste et resta archidiacre. Il est inhumé à Notre-Dame de Paris. Son tombeau sera détruit lors de la rénovation du chœur, en 1699[34] ;
9. une fille morte jeune, inhumée à Saint-Victor de Paris.

Avec une certaine maîtresse prénommée Marie, fille de Renaud de Breuillet de Dourdan, Louis VI est le père d'une fille :
- Isabelle (vers 1101/1104 - † après 1175), dame de Liancourt-Saint-Pierre, épouse Guillaume Ier de Chaumont (en Vexin)[35], fils de Osmond Ier de Chaumont, seigneur de Chaumont-Quitry[36].

## Bilan du règne

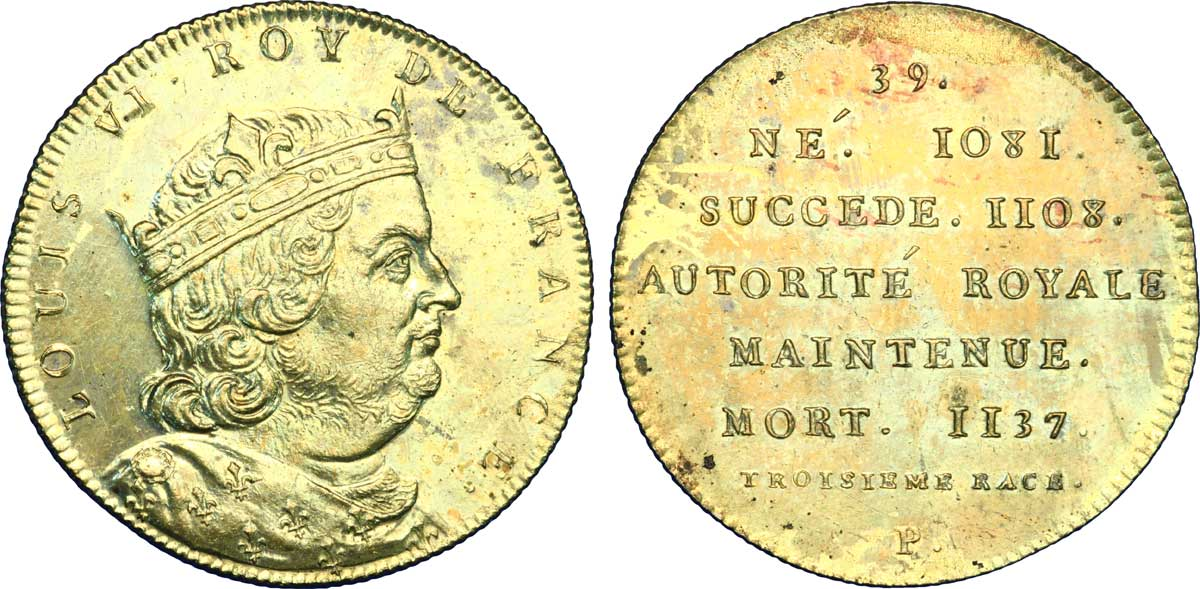
Série métallique des rois de France, vue d'artiste de Louis VI le Gros.

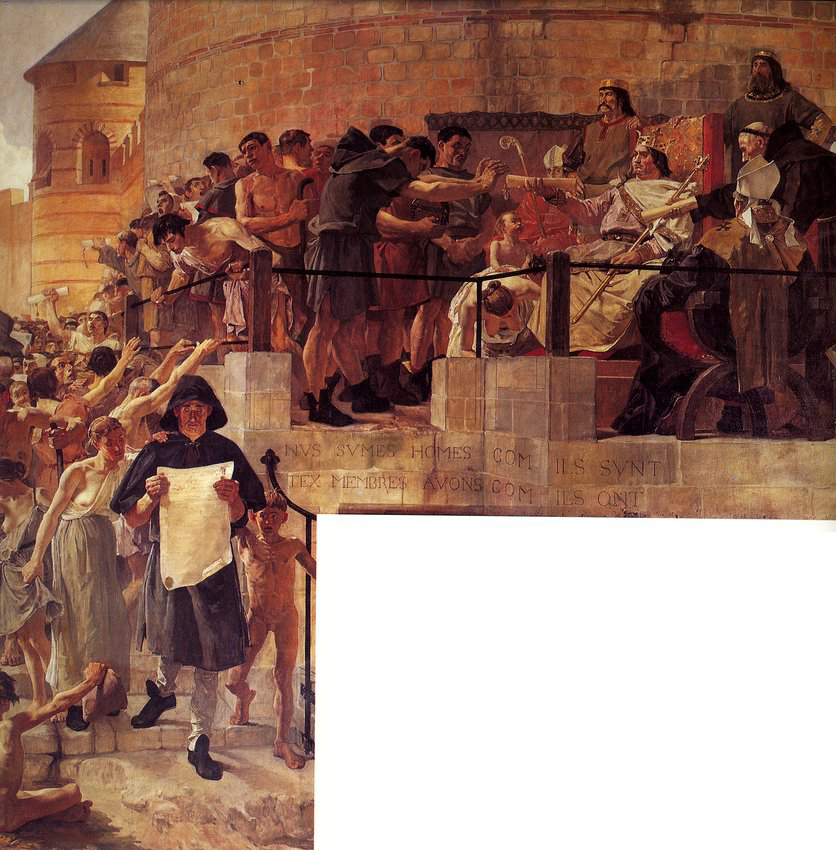
Louis VI le Gros octroie aux Parisiens leurs premières chartes. Peinture de Jean-Paul Laurens, Hôtel de ville de Paris, XIXe siècle.

Exerçant un pouvoir sans partage, il s'entoure de conseillers comme Yves de Chartres, plusieurs membres de la famille de Garlande et surtout Suger. Il « défendit la paix et le bon droit, protégea les faibles et l'Église », compléta l'œuvre paternelle d'accroissement du domaine royal en intégrant les terres des familles de Rochefort, de La Ferté-Alais, de Montlhéry et du comté de Corbeil, et légua à son fils Louis VII de France un domaine à peu près pacifié. Comme roi et individu il se conduisit en chrétien, qualifié parfois de rex catholicus et christianissimus, se disant lui-même « propre fils de l'Église romaine ». Il fut le premier souverain à toucher les écrouelles de façon habituelle. Il résida à Paris beaucoup plus qu'aucun de ses prédécesseurs.
C'est à partir des règnes de Louis VI et de Louis VII de France, tous deux conseillés par l'abbé Suger, que la royauté commence à exercer un rôle national, en répondant à l'appel de ses sujets. La justice du roi va se mettre à régler les conflits entre différents vassaux, confirmer des chartes communales aux bourgeois des villes et garantir des propriétés d’abbaye.

## LouisVIle Gros au cinéma
- Louis VI a été dépeint, de manière caricaturale, dans quelques scènes du film Les Visiteurs (1993, de Jean-Marie Poiré), sous les traits de l'acteur Didier Pain et Les Visiteurs : La Révolution (2016, de Jean-Marie Poiré) par Patrick Descamps.

### Sources primaires
- Suger, Vie de Louis VI le Gros, éditée et traduite par Henri Waquet, Paris, Les Belles Lettres, coll. « Classiques de l'histoire au Moyen Âge », no 46, 2007 (réédition)  (ISBN 978-2-251-34013-5), [présentation en ligne].
- Suger, La geste de Louis VI et autres œuvres, introduction de Michel Bur, Paris, Imprimerie nationale, coll. « Acteurs de l'histoire », 1994, 304 p., [présentation en ligne].
- Achille Luchaire ( éd.), Louis VI le Gros, annales de sa vie et de son règne (1081-1137), avec une introduction historique, Paris, Alphonse Picard, 1890, CC-399 p. (présentation en ligne, lire en ligne).
- Recueil des actes de Louis VI, roi de France (1108-1137), publiés sous la direction de Robert-Henri Bautier par Jean Dufour, t. I : Actes antérieurs à l'avènement et 1108-1125, t. II : 1126-1137 et appendices, t. III : Introduction, t. IV : Tables, Paris, Académie des Inscriptions et Belles-Lettres, coll. « Chartes et diplômes relatifs à l'histoire de France », diffusion De Boccard, 1992-1994.
- Jules Viard (éd.), Les Grandes Chroniques de France : publiées pour la Société de l'Histoire de France, t. 5 : Hugues Capet à Louis VI le Gros, Paris, Librairie ancienne Honoré Champion, 1928, XVI-295 p. (lire en ligne).

### Études historiques
- Robert-Henri Bautier, Études sur la France capétienne : de Louis VI aux fils de Philippe le Bel, Ashborne, Variorum, coll. « Collected Studies Series » (no 359), 1992, X-322 p. (ISBN 0-86078-306-5, présentation en ligne).
- Éric Bournazel, Le gouvernement capétien au XIIe siècle, 1108-1180 : structures sociales et mutations institutionnelles, Paris, Presses universitaires de France, coll. « Publications de la Faculté de droit et des sciences économiques de l'Université de Limoges » (no 2), 1975, 199 p. (présentation en ligne).
- Éric Bournazel, Louis VI le Gros, Paris, Fayard, 2007, 524 p. (ISBN 978-2-213-63423-4, présentation en ligne).
- (en) Elizabeth A. R. Brown, « Orderic Vitalis and Hugues of France, Putative Son of Louis VI and Adelaïde of Maurienne », Francia, vol. 47,‎ 2020, p. 205–227 (DOI 10.11588/fr.2020.1.86569, lire en ligne).
- Jean Dufour, « Louis VI, roi de France (1108-1137), à la lumière des actes royaux et des sources narratives », Comptes rendus de l'Académie des inscriptions et belles-lettres, Paris, Diffusion de Boccard, no 2 « avril-juin 1990 »,‎ 1990, p. 456-482 (lire en ligne).
- Jean Favier, Dictionnaire de la France médiévale, Paris, Fayard, 1993, 982 p. (ISBN 2-213-03139-8), « Louis VI le Gros », p. 588.
- (de) Julian Führer, König Ludwig VI. von Frankreich und die Kanonikerreform, Francfort-sur-le-Main, Peter Lang, coll. « Europäische Hochschulschriften. Reihe III » (no 1049), 2007, 392 p. (ISBN 978-3-631-54522-5, présentation en ligne).
- Rolf Grosse, « La royauté des premiers Capétiens : « un mélange de misère et de grandeur » ? », Le Moyen Âge, Louvain-la-Neuve / Paris, De Boeck Supérieur, t. CXIV,‎ 2008, p. 255-271 (lire en ligne).
- Andrew W. Lewis, « La date du mariage de Louis VI et d'Adelaïde de Maurienne », Bibliothèque de l'École des chartes, Paris / Genève, Librairie Droz, t. 148, première livraison,‎ janvier-juin 1990, p. 5-16 (lire en ligne).
- Achille Luchaire, Recherches historiques et diplomatiques sur les premières années de la vie de Louis le Gros (1081-1100), Paris, Alphonse Picard, 1886, 51 p. (présentation en ligne).
- Achille Luchaire, « Louis VI et ses Palatins », Revue historique, Paris, Félix Alcan, t. 37,‎ mai-août 1888, p. 241-275 (lire en ligne).
- Achille Luchaire, « Les Premiers Capétiens (987-1137) », dans Ernest Lavisse (dir.), Histoire de France des origines à la Révolution, t. II, seconde partie, Paris, Librairie Hachette et Cie, 1901, chap. V : « Le réveil de la Royauté. Louis VI le Gros », p. 311-331, [lire en ligne]. Réédition : Paris, J. Tallandier, 1980, p. 325-346, [lire en ligne].
- François Menant, « Louis VI et la reconquête du domaine royal », dans François Menant, Henri Martin, Bernard Merdrignac et Monique Chauvin, Les Capétiens. Histoire et dictionnaire (987-1328), Robert Laffont, coll. « Bouquins », 1999, p. 157-187 (ISBN 978-2221056875).